# ゲッギンゲン
ゲッギンゲン (ドイツ語: Göggingen) は、ドイツ連邦共和国バーデン＝ヴュルテンベルク州シュトゥットガルト行政管区のオストアルプ郡に属す町村（以下、本項では便宜上「町」と記述する）である。

## 地理

### 位置
ゲッギンゲンは、フリッケンホーファー高地の南端、シュヴェービッシャー・アルプの前山地方のライン川（コッハー川支流）の高台に位置する。シュヴェービッシュ・グミュントから北東約 10 km にあたる。

### 隣接する市町村
この町は、北はエシャッハ、東はシェヒンゲンおよびホイヒリンゲン、南はイギンゲンおよびラインツェル、西はテーファーロートと境を接している。

### 自治体の構成
自治体としてのゲッギンゲンには、同名の村落の他にいくつかの小集落が属す。また離れた場所にあるオストドルフ地区とホーフ・シュロット地区もこの町に含まれる。

### 土地利用
| 土地利用種別面積 | 農業用地 | 森林   | 住宅地 | 産業用地 | 交通用地 | 水域  | レジャー用地 | その他 |
| ---------------- | -------- | ------ | ------ | -------- | -------- | ----- | ------------ | ------ |
| 面積 (km2)       | 7.21     | 2.25   | 0.53   | 0.08     | 0.65     | 0.14  | 0.13         | 0.39   |
| 占有率           | 63.4 %   | 19.8 % | 4.6 %  | 0.7 %    | 5.7 %    | 1.2 % | 1.2 %        | 3.4 %  |

州統計局の2015年現在のデータによる。

## 歴史

### ゲッギンゲン
ゲッギンゲンは13世紀に初めて文献に記録されている。ロルヒ修道院、ゴッテスツェル修道院、エルヴァンゲン修道参事会諸侯、帝国都市シュヴェービッシュ・グミュントが荘園や所領を有していた。第二次世界大戦の終わりまでゲッギンゲンはもっぱら農業の村であった。ラインツェルの町の創設祭と関連してゲッギンゲンの文献記録が現れる。これに基づき、ゲッギンゲンの創設は1265年とされている。

### ホルンとムルフィンゲン
部分小集落のホルンとムルフィンゲンがゲッギンゲンに属している。
ホルンには、古い城砦跡に1762年に完成した城館がある。元の城砦は14世紀にアルフィンゲン家の所有となり、1486年からホルクハイム家に属した。城館は1806年にヴュルテンベルクの所有となった。
ムルフィンゲンはゲッギンゲンよりも古く、783年にはすでに Muniolfinga として文献に記録されている。

## 行政

### 行政連合
この町は、ラインツェルに本部を置くラインタール＝フリッケンホーファー自治体行政連合に属している。

### 首長
町長のヴァルター・ヴェーバーは、2015年12月に 84.2 % の支持票を獲得して四期目の当選を果たした。

### 紋章
図柄: 左右二分割。向かって左は金地に青い剣、向かって右は青地に金の修道院長杖。
紋章の剣は、かつての地元貴族フォン・ゲッギンゲン家および様々なその他の騎士家の所領であったことを示している。一方修道院長杖は、ロルヒ修道院をはじめとする聖界領主を表している。
町の旗は青 - 黄色である。
この紋章は1922年にはすでに、シュトゥットガルトの文書管理官と共同でデザインされていた。旗は1981年2月18日にオストアルプ郡当局によって認可された。

## 文化と見所

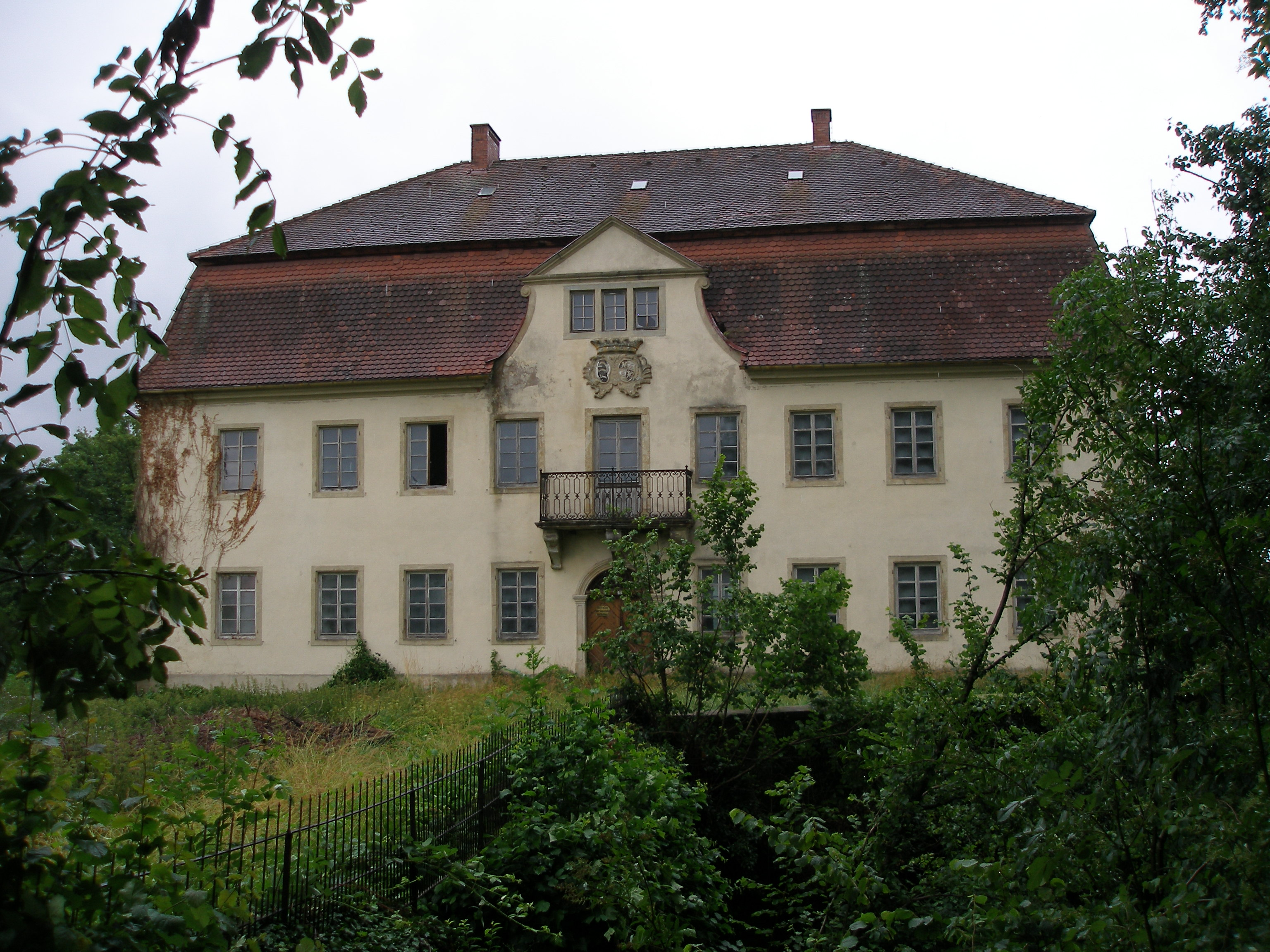
ホルン城

### 建築
- ホルン城。かつての騎士領で現在の部分集落ホルンにある。この城館は18世紀中頃に建設された。
- カトリックの聖ニコラウス教会は15世紀後半に建設された。塔はかつて防衛塔として利用された。1971年に、芸術家グロルン・ミュッセ＝フローリンが制作した新しいステンドグラスの窓が設置された。

### 自然文化財
- ゲッギンゲンの西に位置する小さな堰止め湖「ゲッツェンバッハ洪水調整池」は、「ゲッツェンバッハゼー」とも呼ばれる。この池の東に迷路庭園がある。
- ホルン地区の麓に「フェーダーバッハ洪水調整池」がある。この堰止め湖のダムの上をホルン - ゲッギンゲンを結ぶ道路が通っている。